# NGC 3758
NGC 3758 ist eine verschmelzende Galaxie vom Hubble-Typ Sab mit aktivem Galaxienkern im Sternbild Löwe auf der Ekliptik. Sie ist schätzungsweise 398 Millionen Lichtjahre von der Milchstraße entfernt und hat einen Durchmesser von etwa 60.000 Lichtjahren.

Im selben Himmelsareal befinden sich u. a. die Galaxien NGC 3743, NGC 3746, NGC 3750, NGC 3751.
Das Objekt wurde am 18. März 1874 von Ralph Copeland entdeckt.